# Junioren-Badmintonpanamerikameisterschaft 2007
Die Junioren-Badmintonpanamerikameisterschaft 2007 fand vom 13. bis zum 16. September 2007 in Puerto Vallarta statt.

## Medaillengewinner der U19
| Disziplin    | Gold                            | Silber                              | Bronze                            |
| ------------ | ------------------------------- | ----------------------------------- | --------------------------------- |
| Herreneinzel | Osleni Guerrero                 | Howard Shu                          | Marco Garrido                     |
| Herreneinzel | Osleni Guerrero                 | Howard Shu                          | Logan Campbell                    |
| Dameneinzel  | Jamie Subandhi                  | Deyanira Angulo                     | Phyllis Chan                      |
| Dameneinzel  | Jamie Subandhi                  | Deyanira Angulo                     | Grace Gao                         |
| Herrendoppel | Howard Shu Jack Shu             | Philippe Charron Andrew Tai-Pow     | Logan Campbell Darren Hong        |
| Herrendoppel | Howard Shu Jack Shu             | Philippe Charron Andrew Tai-Pow     | Francisco Caniz Esmylee López     |
| Damendoppel  | Grace Gao Chelcia Petersen      | Vimla Phongasavithas Jamie Subandhi | Katherine Winder Claudia Zornoza  |
| Damendoppel  | Grace Gao Chelcia Petersen      | Vimla Phongasavithas Jamie Subandhi | Andrée-Ann Allard Caroline Vézina |
| Mixed        | Logan Campbell Chelcia Petersen | Darren Hong Grace Gao               | Jack Shu Jamie Subandhi           |
| Mixed        | Logan Campbell Chelcia Petersen | Darren Hong Grace Gao               | Emmanuel Pun Priscilla Lun        |

## Medaillengewinner der U17
| Disziplin    | Gold                        | Silber                            | Bronze                               |
| ------------ | --------------------------- | --------------------------------- | ------------------------------------ |
| Herreneinzel | Gareth Henry                | Bruno Monteverde                  | Lino Muñoz                           |
| Herreneinzel | Gareth Henry                | Bruno Monteverde                  | Clinton Liu                          |
| Dameneinzel  | Michelle Li                 | Katherine Winder                  | Keara González                       |
| Dameneinzel  | Michelle Li                 | Katherine Winder                  | Cheryl Chow                          |
| Herrendoppel | Mario Cuba Bruno Monteverde | Andrés López Lino Muñoz           | Randy Hsia Brendan Lum               |
| Herrendoppel | Mario Cuba Bruno Monteverde | Andrés López Lino Muñoz           | Timothy Lam Nathan Lee               |
| Damendoppel  | Phyllis Chan Michelle Li    | Patricia Álvarez Victoria Montero | Manuela Olcese Lira Michaela Salazar |
| Damendoppel  | Phyllis Chan Michelle Li    | Patricia Álvarez Victoria Montero | Maria del Valle Ana Estrada          |
| Mixed        | Lino Muñoz Victoria Montero | Mario Cuba Michaela Salazar       | Gareth Henry Mikaylia Haldane        |
| Mixed        | Lino Muñoz Victoria Montero | Mario Cuba Michaela Salazar       | Bruno Monteverde Katherine Winder    |

## Medaillengewinner der U15
| Disziplin    | Gold                              | Silber                            | Bronze                                   |
| ------------ | --------------------------------- | --------------------------------- | ---------------------------------------- |
| Herreneinzel | Nyl Yakura                        | Jonathan Solís                    | Luis Trejo                               |
| Herreneinzel | Nyl Yakura                        | Jonathan Solís                    | Francis Sustache                         |
| Dameneinzel  | Irytsha González                  | Mariana Ugalde                    | Alejandra Molina                         |
| Dameneinzel  | Irytsha González                  | Mariana Ugalde                    | Stephanie Arriaga                        |
| Herrendoppel | David Ponich Nyl Yakura           | Alan Sánchez Luis Trejo           | Pablo Antonio Aguilar Ignacio de Vinatea |
| Herrendoppel | David Ponich Nyl Yakura           | Alan Sánchez Luis Trejo           | Andrew Lau Andrew Wilkinson              |
| Damendoppel  | Irytsha González Daneysha Santana | Stephanie Arriaga Krisley López   | Shana-Kay Bailey Mikaylia Haldane        |
| Damendoppel  | Irytsha González Daneysha Santana | Stephanie Arriaga Krisley López   | Alejandra Molina Mariana Ugalde          |
| Mixed        | Nyl Yakura Kacey Tung             | Francis Sustache Daneysha Santana | Hugo Gutiérrez Esther Jiménez            |
| Mixed        | Nyl Yakura Kacey Tung             | Francis Sustache Daneysha Santana | Heymard Humblers Krisley López           |

## Medaillengewinner der U13
| Disziplin    | Gold                          | Silber                         | Bronze                             |
| ------------ | ----------------------------- | ------------------------------ | ---------------------------------- |
| Herreneinzel | Ygor Coelho                   | Aleandro Roman                 | Hiram Rabelero                     |
| Herreneinzel | Ygor Coelho                   | Aleandro Roman                 | Sergio Arreaga                     |
| Dameneinzel  | Camilla García                | Micaela Rivero                 | Dafne Hernández                    |
| Dameneinzel  | Camilla García                | Micaela Rivero                 | Lohaynny Vicente                   |
| Herrendoppel | Aleandro Roman Bryan Valentín | Omar Plascencia Ulises Vargas  | Christian Gutiérrez Hiram Rabelero |
| Herrendoppel | Aleandro Roman Bryan Valentín | Omar Plascencia Ulises Vargas  | Ygor Coelho Fabio Soares           |
| Damendoppel  | Camilla García Micaela Rivero | Arantxa Salazar Daniela Zapata | Nidia González Sabrina Solis       |
| Damendoppel  | Camilla García Micaela Rivero | Arantxa Salazar Daniela Zapata | Keroly da Silva Lohaynny Vicente   |
| Mixed        | Gonzalo Duany Micaela Rivero  | Ygor Coelho Lohaynny Vicente   | Aleandro Roman Nicole Guzman       |
| Mixed        | Gonzalo Duany Micaela Rivero  | Ygor Coelho Lohaynny Vicente   | Sergio Arreaga Fernanda Galicia    |

## Medaillengewinner der U11
| Disziplin    | Gold                            | Silber                                                | Bronze                                                |
| ------------ | ------------------------------- | ----------------------------------------------------- | ----------------------------------------------------- |
| Herreneinzel | Sean Wilson                     | Timothy Lam                                           | Shevon Salmon                                         |
| Herreneinzel | Sean Wilson                     | Timothy Lam                                           | Rene Lopez                                            |
| Dameneinzel  | Daniela Macías                  | Monserrat Soto                                        | Génesis Valentín                                      |
| Dameneinzel  | Daniela Macías                  | Monserrat Soto                                        | Niurka Cordero                                        |
| Herrendoppel | Sean Wilson Shane Wilson        | Elmer Roberv Escobedo Tello Jorge Ivan Guzman Saucedo | Jassiel Huitron Francisco Trevino                     |
| Herrendoppel | Sean Wilson Shane Wilson        | Elmer Roberv Escobedo Tello Jorge Ivan Guzman Saucedo | Rene Lopez Shevon Salmon                              |
| Damendoppel  | Niurka Cordero Génesis Valentín | Madeleyn Paola Catalan Rios Daniela Macías            | Anahi de la Torre Laura Sánchez                       |
| Damendoppel  | Niurka Cordero Génesis Valentín | Madeleyn Paola Catalan Rios Daniela Macías            | Tahira Garcia Yasmin Ramos                            |
| Mixed        | Sean Wilson Daniela Macías      | Timothy Lam Micaela Lum                               | Abisael Mendez Génesis Valentín                       |
| Mixed        | Sean Wilson Daniela Macías      | Timothy Lam Micaela Lum                               | Jorge Ivan Guzman Saucedo Madeleyn Paola Catalan Rios |